# Ectoprocta
Embranchement
Synonymes
Bryozoa (Ehrenberg, 1831)
Classes de rang inférieur
- Stenolaemata
- Gymnolaemata
- Phylactolaemata

Classification phylogénétique
- Bilatériens
  - Protostomiens
    - Chétognathes ?
    - Lophotrochozoaires
      - Ectoproctes
        - Sténolémés
        - Gymnolémés
        - Phylactolémés

      - Rhombozoaires
      - Platyzoaires
      - Phoronozoaires
      - Eutrochozoaires

    - Ecdysozoaires
    - Mésozoaires

  - Deutérostomiens

Les ectoproctes (Ectoprocta, du grec ektós « dehors » et prōktós « anus », ce néologisme manifestant un aspect de l’anatomie de certains individus), appelés également Bryozoaires (Bryozoa, du grec brúon « mousse » et zōon « animal »), sont des animaux coloniaux et sessiles (à une espèce près). Quelques espèces (de la classe des Phylactolaemata) vivent en eau douce (dont Pectinatella magnifica, qui, importée d'Amérique, est devenue localement envahissante en France, Allemagne, Autriche, etc.), ou saumâtre, mais ils sont en majorité marins.
Ces métazoaires (pluricellulaires) sont dits triploblastiques (c'est-à-dire qu'ils sont constitués de trois feuillets : endoderme, mésoderme, ectoderme) et cœlomates (cavité interne). Ils forment un groupe de Lophotrochozoaires apparu à l'Ordovicien.
Chaque individu, appelé zoïde ou zoécie, forme une petite loge chitineuse, sécrétée par le mésoderme et vit le plus souvent fixé au sein d'une colonie, le zoarium. La plupart des espèces produisent une matière carbonatée qui constitue ces loges, et plusieurs espèces contribuent à la construction des récifs coralliens.
Quelques espèces (dont P. magnifica) ne produisent aucune calcification, mais développent des structures mucilagineuses ; elles sont en majorité marines. Certaines espèces sont parfois confondues avec les coraux. Elles contribuent avec ces dernières, au même titre, au puits de carbone océanique.

## Anatomie et biologie

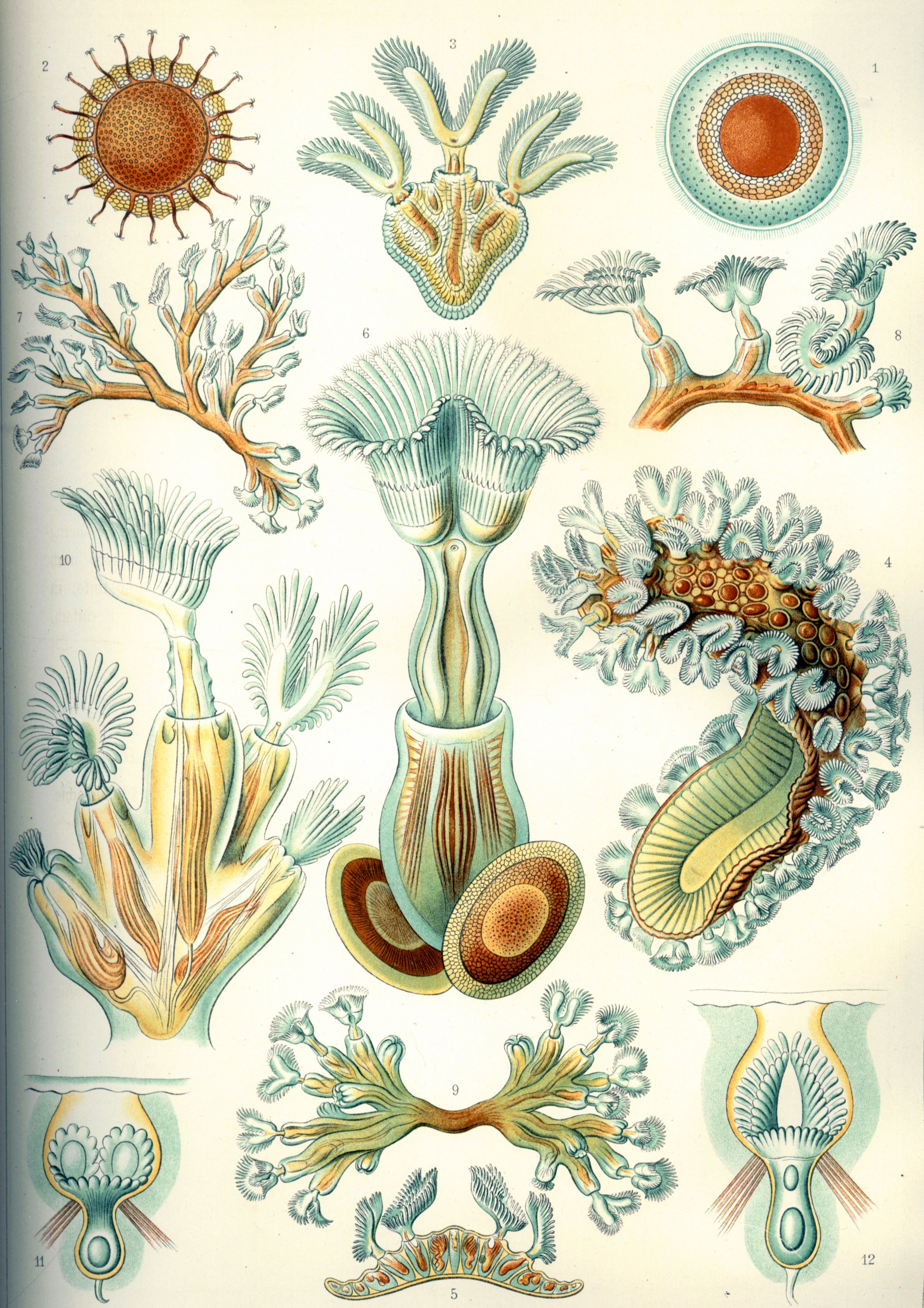
Planche des Bryozoa, d'Ernst Haeckel (Kunstformen der Natur, 1904).

Les colonies prennent des formes très variées, mais propres à chaque espèce. Cette forme est l’un des critères d'identification des espèces. Chez les centaines d'espèces observées, entre autres dans des faluns miocènes tourangeaux, il est avéré que nombre d'entre elles peuvent constituer des colonies de formes différentes selon le niveau bathymétrique de vie. Certaines espèces ont toujours la même forme. Et donc la forme de la colonie ne constitue pas une preuve d'identification certaine : on se repère dans le doute des colonies multiformes pour une même espèce possible, à la forme de la zoécie et surtout son ouverture, partie la plus facilement visible et identifiable.

La colonie se présente sous de nombreux aspects ; en baguette, en disque, en éventail ou en croûte (dite alors encroûtante).

Elle est souvent étendue à plat, tapissant un substrat, d’où le nom bryozoaire, littéralement « animal mousse », mais elle forme également des monticules, ou bien se dresse en lamelles, en branches ramifiées et même en forme de tire-bouchon.
Le zoïde, animal élémentaire de taille millimétrique, a grossièrement l'aspect d'un énorme estomac replié en « U » dans sa loge, avec d’un côté la tête entourée d’un panache de tentacules appelé lophophore, au milieu duquel s'ouvre la bouche. L’œsophage prolonge la bouche vers l’estomac qui remonte de l’autre côté vers le rectum. L’anus s’ouvre à l’extérieur des tentacules, d’où le nom ectoprocte.
Le lophophore crée un courant d'eau qui assure la nutrition et la respiration à travers les tissus, mais aussi le nettoyage et la dispersion des œufs, pour les ovipares. La sortie du lophophore sur sa tige s’effectue progressivement et lentement, mais un muscle contractile puissant, lui permet de se rétracter rapidement, en fermant l’orifice par un opercule ou une membrane élastique.
Le zoïde est également connecté à tous ses congénères, depuis son ganglion cérébroïde situé près de la bouche, par un réseau qui passe d'une zoécie à l'autre par des pores dans la paroi appelés pores à rosette et constitués d'un groupe de cellules en forme de diabolo. C’est également par ces pores que circulent les éléments nutritifs.

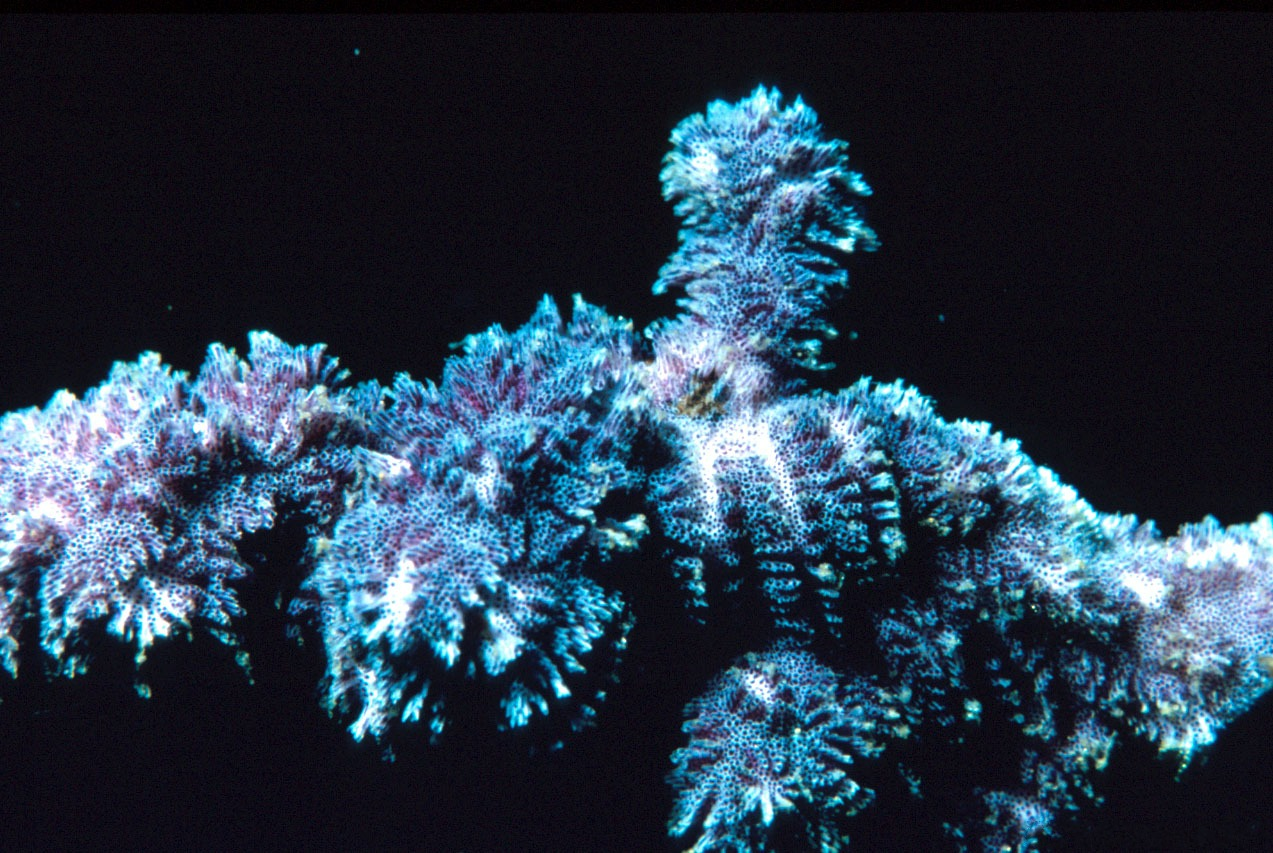
Une colonie de Costazia costazi.
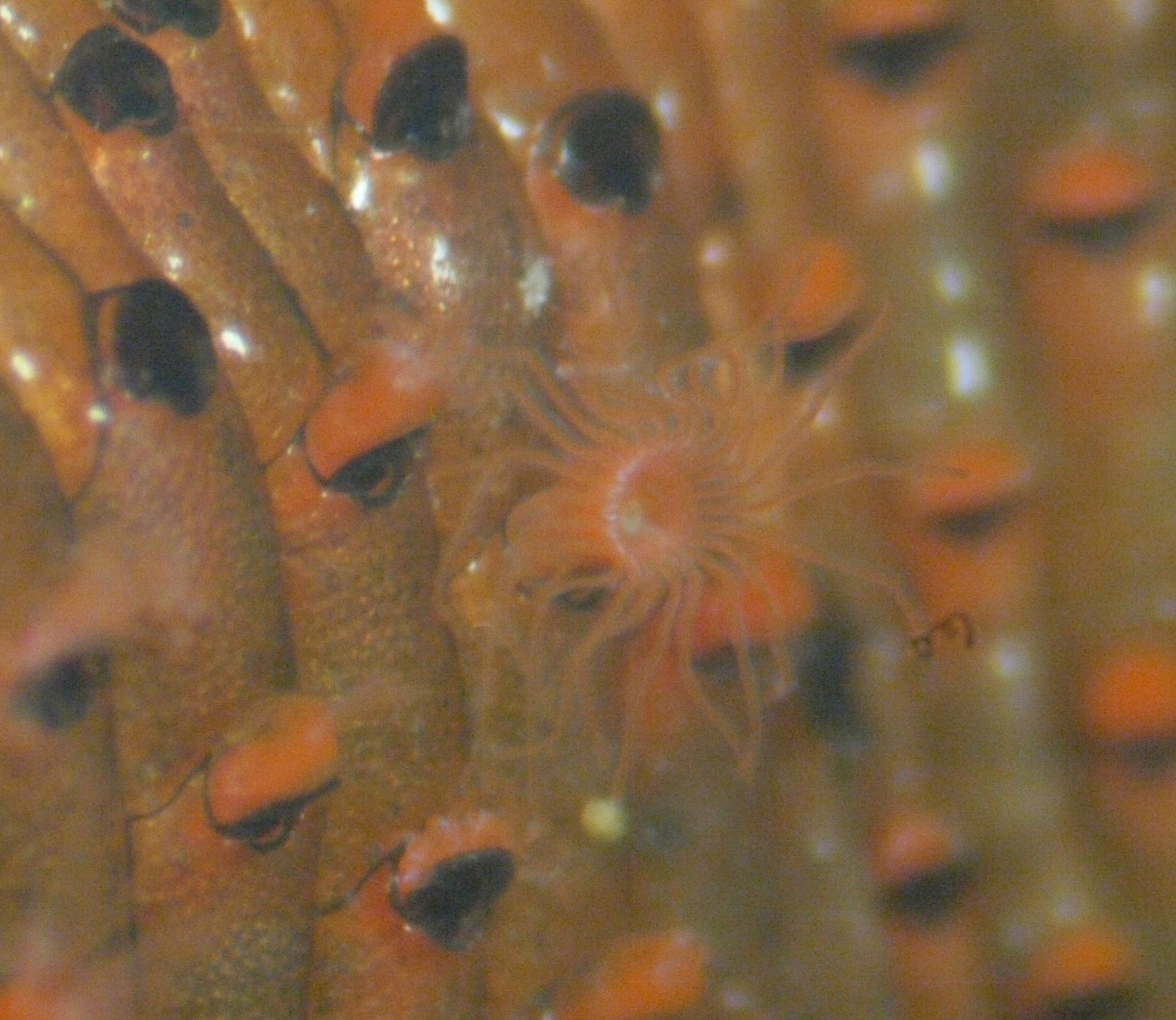
Un zoïde de Watersipora cucullata.
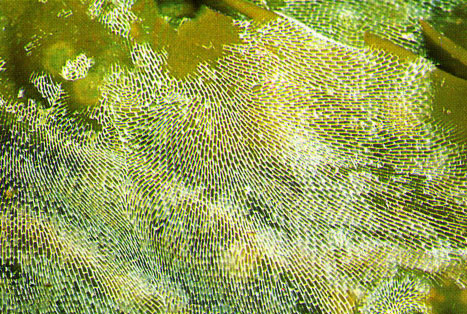
une colonie de Membranipora membranacea encroûtée sur une algue.
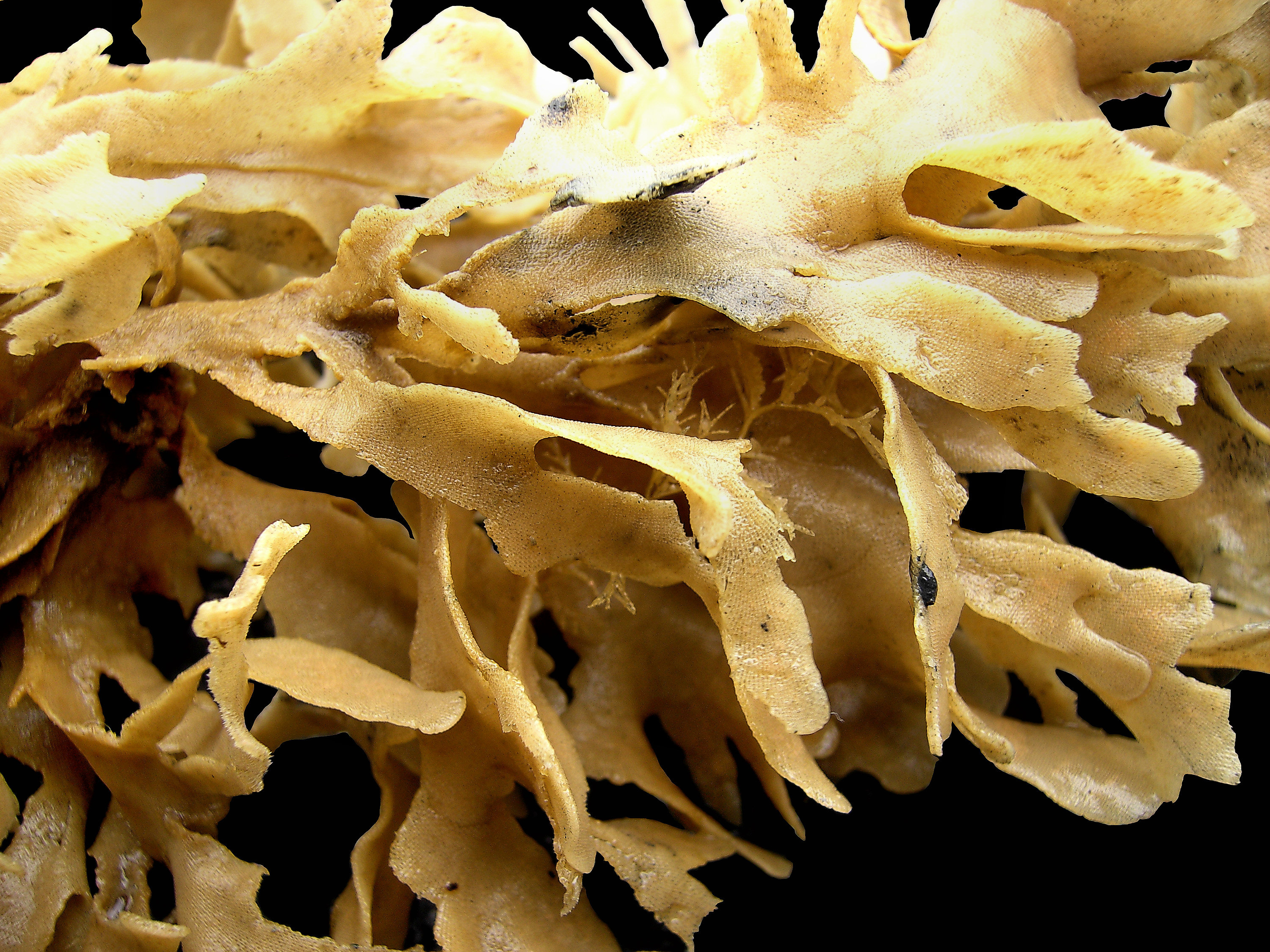
Colonie séchée de Flustra foliacea

### Polymorphisme
Le zoïde présente un polymorphisme caractéristique (encroûtante, dressée ou arbustive), plus ou moins accentué et plus ou moins diversifié selon les espèces. Certaines colonies regroupent des individus identiques, d’autres des individus spécialisés dans une fonction (reproduction, ventilation, défense, nettoyage et alimentation). L’autozoïde, la zoécie standard, semble en effet capable de se spécialiser et de changer de forme au cours de son existence, pour s’adapter à diverses fonctions telles que la fixation, le nettoyage ou bien encore la défense de la colonie.
On la désigne alors sous le terme d'hétérozoïde :
- Les plus évidents sont les autozoïdes, appelés gastrozoïdes dans leur spécialité, grands consommateurs de microorganismes, principalement de phytoplancton. Les microalgues et diatomées, les bactéries et autres débris organiques sont aspirés et filtrés par les cils vibratiles des tentacules.
- Les aviculaires en forme de bec d'oiseau, basculent pour ôter les corps étrangers tombés sur la colonie, prédateurs compris ; essentiellement des oursins et certains poissons.
- Les vibraculaires dotés d'une longue tige, se balancent comme des essuie-glaces, pour faire circuler l’eau, chassant les limons et autres particules.
- Les cénocystides dépourvus de polype, semblent s’occuper de la fixation de la colonie sur le substrat.
- Les gonozoïdes, spécialisés dans la reproduction, sont hermaphrodites, c’est-à-dire à la fois mâle et femelle, mais ils n’ont pas besoin de s’accoupler. Ils assurent leur propre fécondation et pondent des œufs.
- Les ovicelles, de forme ronde, assurent parfois l’incubation de ces œufs. L’œuf donne enfin une larve planctonique ciliée, qui se métamorphose à son tour et donne naissance à l'ancestrula, loge fondatrice d'une nouvelle colonie.

Le principal mode de reproduction des ectoproctes reste toutefois le bourgeonnement. Les nouveaux bourgeons, dotés d'un flotteur et d'un crochet, sont parés pour se fixer au substrat et assurer la pérennité de l'espèce. Cette méthode assure également la prolifération et l’extension de la colonie, de même que la survie des fragments qui se brisent.
Les zoïdes sont capables de communiquer entre eux à travers des plaques poreuses situées sur leurs parois.

## Écologie

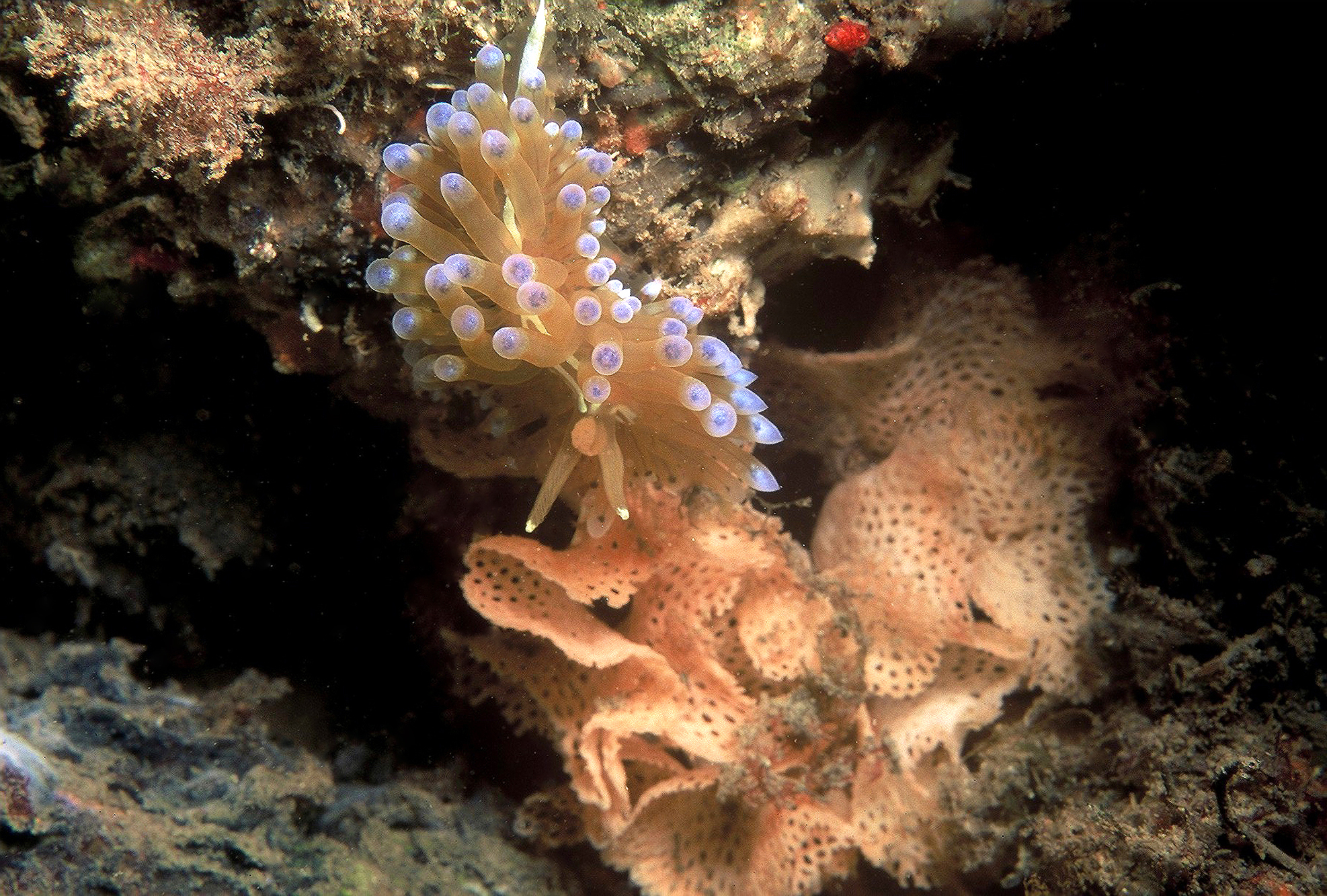
Janolus cristatus est un mollusque prédateur de bryozoaires marins.

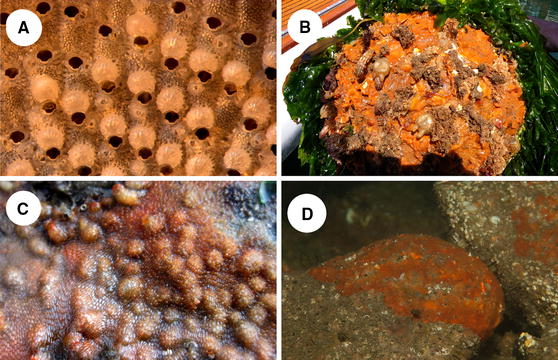
Schizoporella japonica (A : observation en microscopie optique) qui encroûtent les rochers (B, C et D).

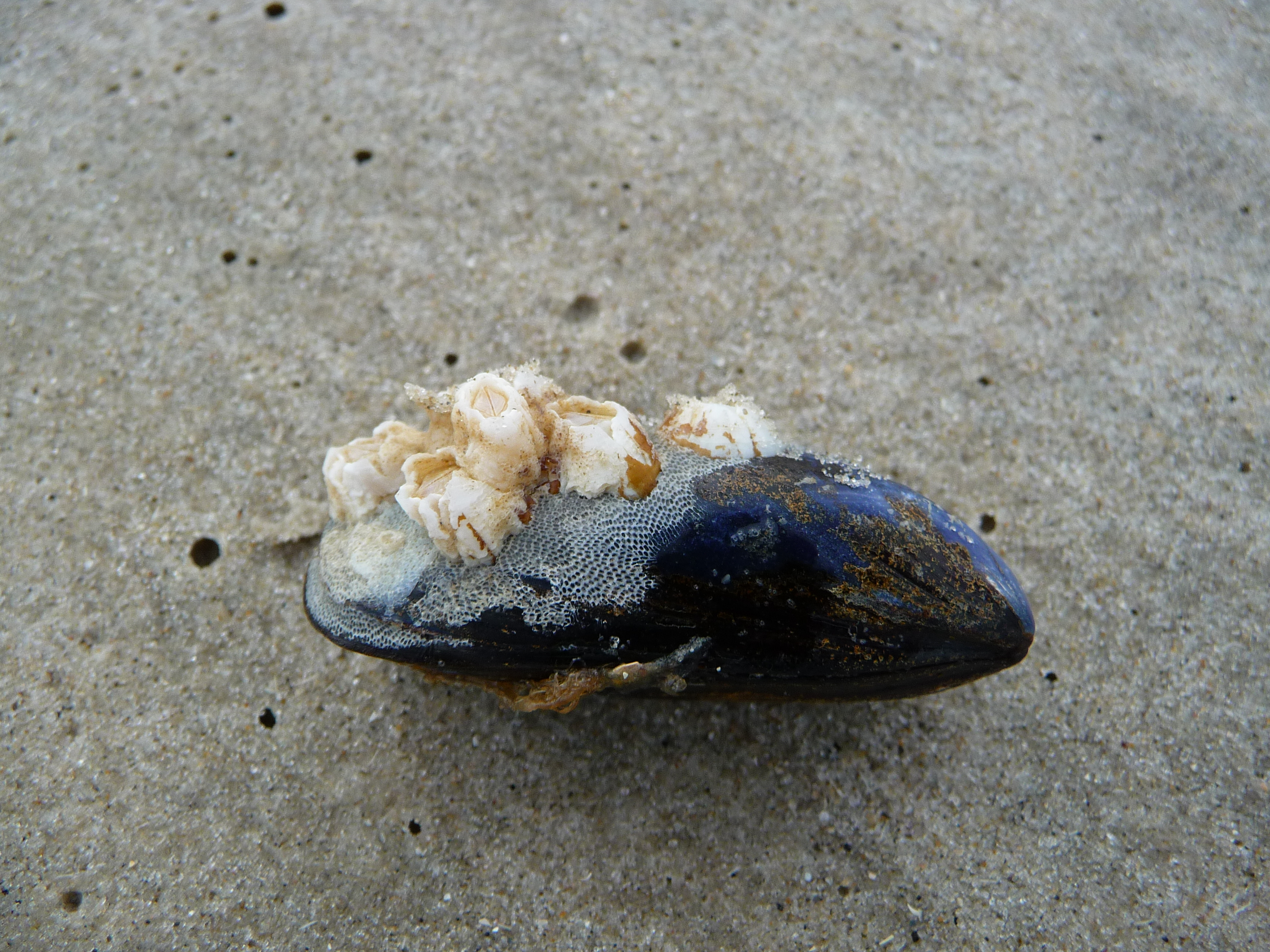
Une situation de commensalisme est celle des balanes fixés sur la coquille de la moule commune, et des colonies de bryozoaire, du type Conopeum reticulum, qui l'encroûtent.

Diversité biologique : Les ectoproctes sont les plus nombreux et les plus diversifiés dans les eaux tropicales chaudes, avec des patterns de biodiversité et d'endémisme encore mal compris, mais on les rencontre dans toutes les mers du globe. Quelques espèces se sont adaptées aux eaux douces.
Les substrats : On retrouve des colonies sur tous les types de supports ; sur la roche, en milieu détritique côtier ou au large, sur des grains de sable, cailloux où coquillages (exemple : Conopeum reticulum sur des coquilles de bivalves comme les moules), sur le bois, le métal des épaves, ou encore sur d'autres organismes vivants comme les éponges, des algues ou les gorgones.
Mobilité : Quelques colonies sont capables de ramper et certaines espèces « non-coloniales » se déplacent entre les grains de sable.
Cependant, la plupart sont sessiles, c'est-à-dire définitivement fixées à leur substrat
Alimentation : Les bryozoaires se nourrissent de diatomées et d’autres micro-organismes planctoniques au moyen d’une couronne de tentacules ciliés (lophophore) entourant la bouche. Cette couronne leur permet également de respirer.
Prédateurs : Leurs principaux prédateurs sont des poissons, des crustacés, des gastéropodes, des oursins et des étoiles de mer.

## Potentielinvasif
Quelques espèces, probablement transportées de port en port par les navires, sont en train de coloniser les ports et les littoraux européens.
Par exemple, Tricellaria inopinata d'Hondt & Occhipinti ambrogi, 1985, bryozoaire cheilostome originaire du Pacifique Nord-Est, pullulait déjà à Venise en 1982. Il a continué à s'étendre dans la lagune durant 15 ans avant de régresser. On l'a ensuite signalé en mer Adriatique en 2000 puis sur la façade ouest-européenne (En Espagne tout d'abord, dans la ria de Ribadeo (Galice) et depuis janvier 2003 dans le port du Havre. Elle est suspectée depuis à Dunkerque.
L'exemple de Bugula neritina montre que la capacité invasive des ectoproctes est liée à la fois à la capacité de s'implanter dans de nombreuses régions du globe sauf les régions polaires et subpolaires et de se fixer massivement sur des substrats rocheux ou artificiels des littoraux avec des eaux riches en particules via un réseau de filaments très élaboré.

## En eau douce
On a identifié dès les années 1850 quelques espèces vivant en eau douce, et dont le mode de reproduction intriguait et intrigue encore les biologistes, elles ont été classées en tant que taxon  dans la classe Phylactolaemata (qui contient l'ordre unique des Plumatellida), dont :
- Plumatella fungosa (dans la famille Plumatellidae)
- Plumatella stricta Allman, 1856
- Pectinatella magnifica (importée d'Amérique et rapidement devenue localement envahissante en France, Allemagne, Autriche...)

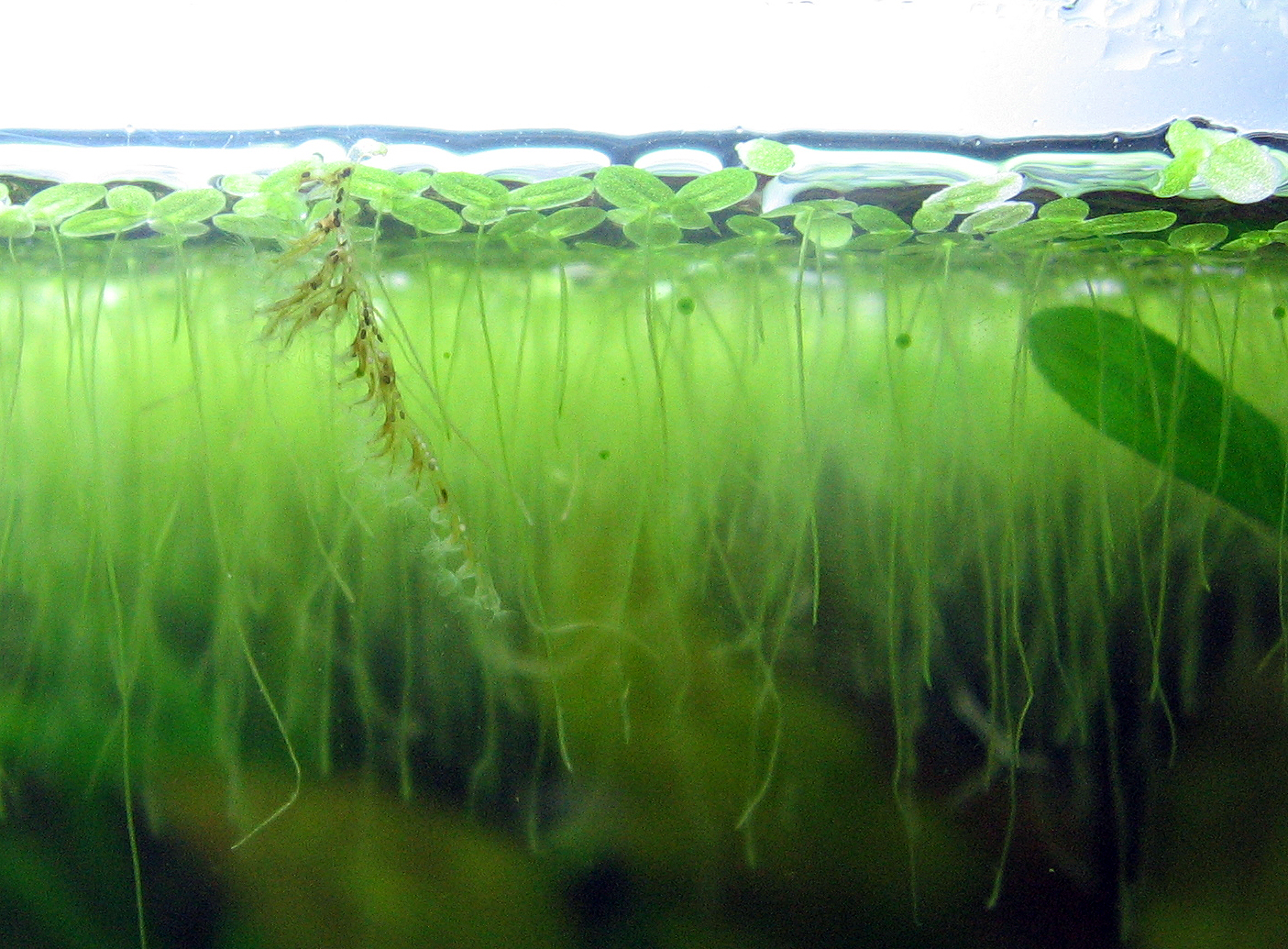
Un Ectoprocte d'eau douce (Phylactolaemata).
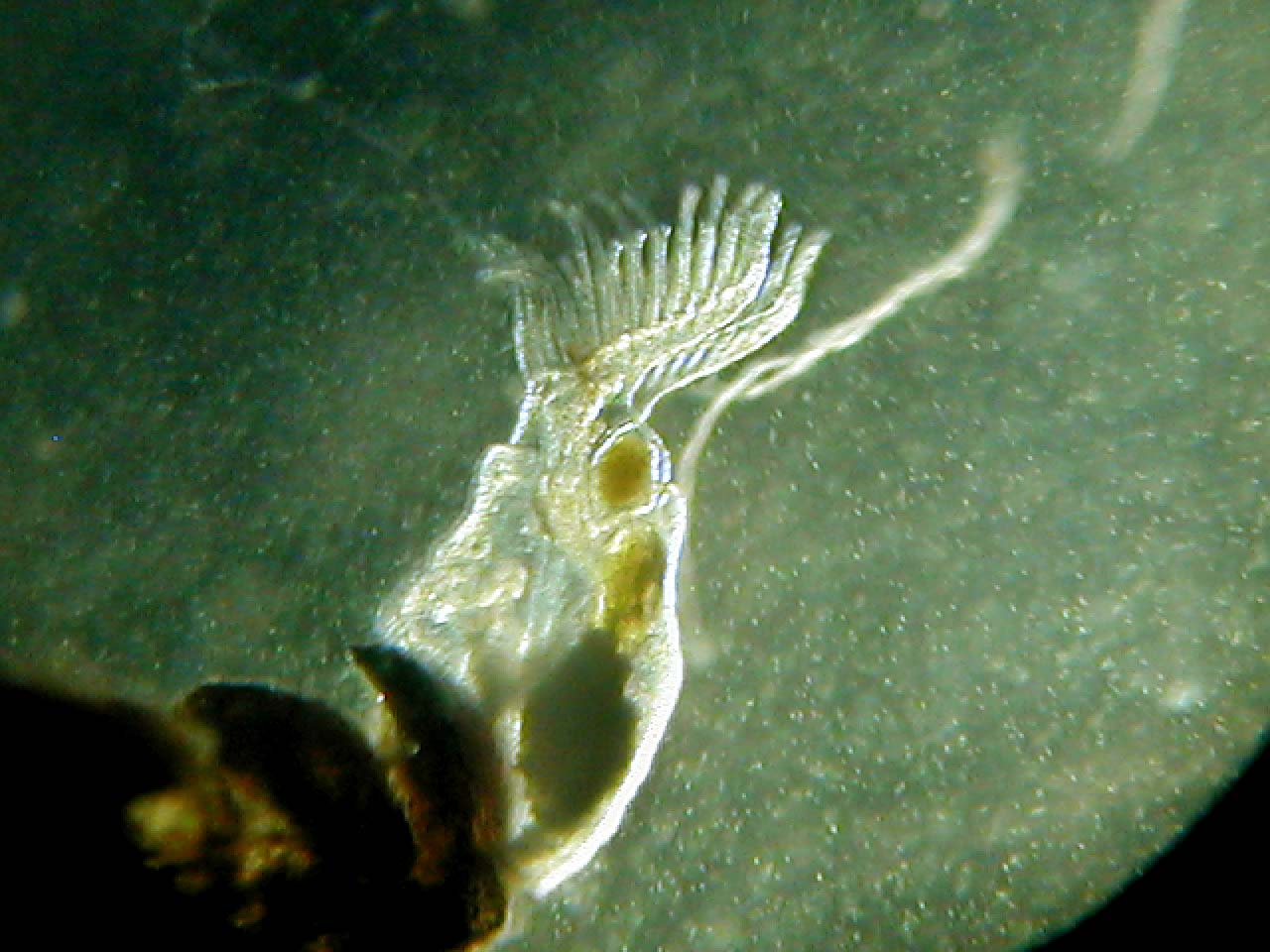
Un Ectoprocte d'eau douce (Phylactolaemata).

## Fossiles

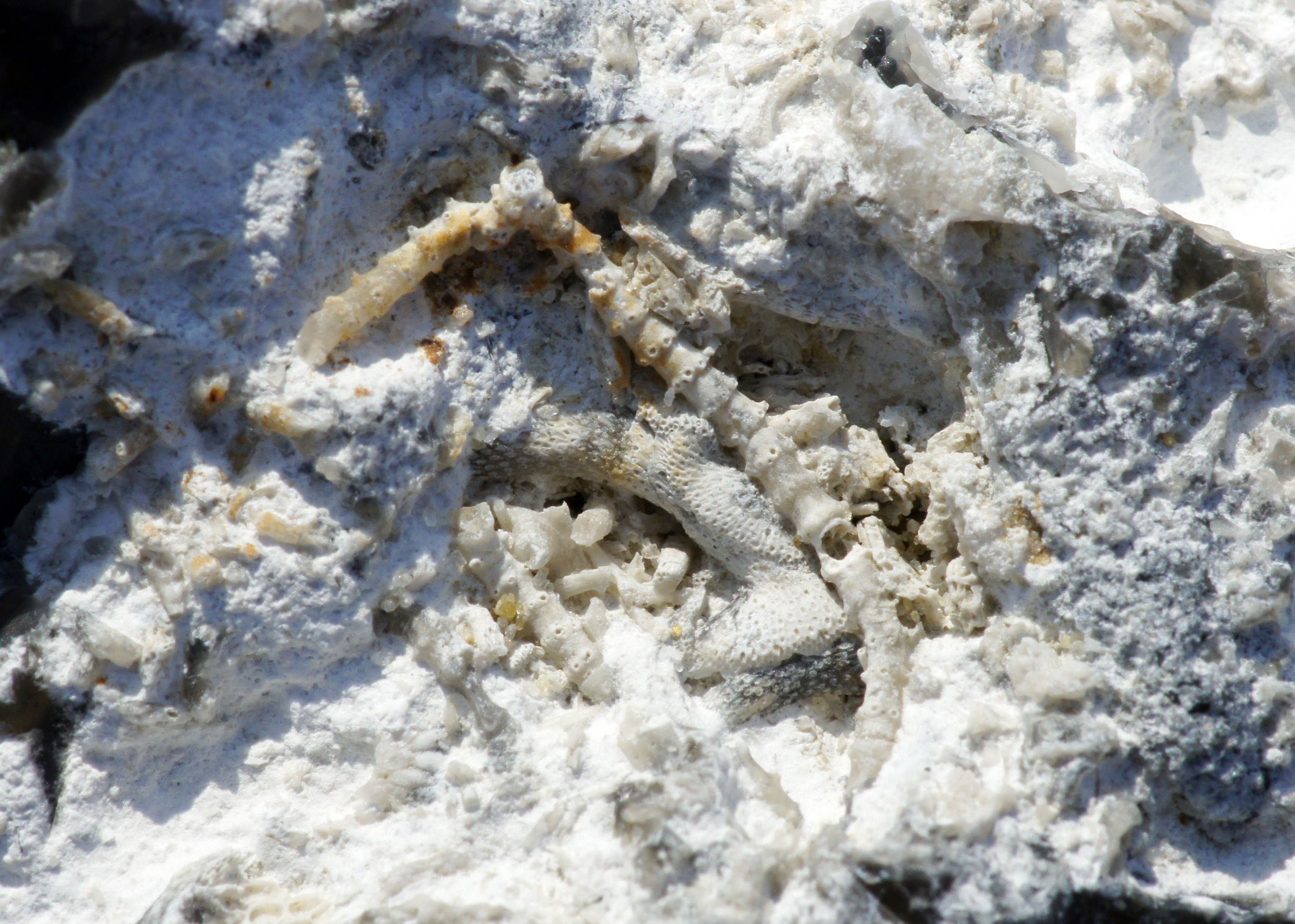
Bryozoaires fossilisés.

## Classification
Les bryozoaires étaient jusqu’alors constitués des ectoproctes et des entoproctes, sur la base de critères morphologiques et de modes de vie semblables. Certains chercheurs incluaient également les cycliophores, dont on pense qu'ils sont étroitement liés aux entoproctes. Toutefois, des études plus récentes ont révélé que les ectoproctes sont cœlomates (cavité interne) et que leurs embryons subissent un clivage radial, tandis que les entoproctes sont acœlomates, leurs embryons subissant un clivage en spirale. Les études de phylogénie moléculaire, basée sur les gènes nucléaires (du noyau cellulaire) et mitochondriaux ne lèvent pas l’ambiguïté de la position exacte des entoproctes, mais permettent de les distinguer nettement des ectoproctes et de préciser leur phylogénie.
Pour ces raisons, les entoproctes (Entoprocta, du grec entós « dedans » et prōktós « derrière ») sont maintenant considérés comme un embranchement à part entière. La suppression de 150 espèces a laissé le terme bryozoaire synonyme d'ectoprocte. Certains auteurs ont adopté ce nom pour désigner l'embranchement, alors que la majorité d'entre eux continuent d'utiliser l'ancien terme. D’où le flottement qui perdure à propos du bryozoaire.

## Taxinomie
Le nombre d’espèces récentes (non fossiles) se situe entre 6 000 et 8 000, et au moins 20 000 fossiles.
La classification des ectoproctes s'est longtemps divisées en deux ordres, « coloniales » et « solitaires », mais les travaux récents en phylogénie ont mis en doute cette bipartition.
Selon World Register of Marine Species (25 février 2016) :
- classe Gymnolaemata
  - ordre Cheilostomatida
  - ordre Ctenostomatida
- classe Phylactolaemata (bryozoaires d'eau douce)
  - ordre Plumatellida
  - famille Pectinatellidae
- classe Stenolaemata
  - ordre Cryptostomida †
  - ordre Cyclostomatida
  - ordre Cystoporida †
  - ordre Fenestrida †
  - ordre Trepostomatida †
- Bryozoa incertae sedis
- Ectoprocta non-classés
  - famille Barentsiidae Emschermann, 1972
  - famille Loxokalypodidae Emschermann, 1972
  - famille Loxosomatidae Hincks, 1880
  - famille Pedicellinidae Johnston, 1847

Selon Palaeos : 
- classe Gymnolaemata
  - ordre Ctenostomata
  - ordre Cheilostomata
- classe Phylactolaemata
  - ordre Plumatellida
- classe Stenolaemata
  - ordre Cyclostomata
  - ordre Hederellida 
  - ordre Trepostomatida
  - ordre Cystoporida
  - ordre Cryptostomida
  - ordre Fenestrida

## Recherche
Les Ectoproctes sont facilement observés dans la nature par les plongeurs, mais leur identification ne peut parfois être faite qu'en laboratoire et sous microscope ou forte loupe.
Certaines espèces ont été maintenues un certain temps ou élevées en laboratoire (ce qui implique de pouvoir produire ou rapporter le plancton et les nutriments qui leur sont nécessaires). En les faisant croitre sur un substrat amovible et/ou transparent, elles sont ensuite plus faciles à observer.